# Diatock
Diatock est un village du Sénégal situé en Basse-Casamance. Il fait partie de la communauté rurale de Mangagoulack, dans l'arrondissement de Tendouck, le département de Bignona et la région de Ziguinchor.
Lors du dernier recensement (2002), la localité comptait 1 693 habitants et 236 ménages.